# Cryptopus brachiatus
Cryptopus brachiatus är en orkidéart som beskrevs av Joseph Marie Henry Alfred Perrier de la Bâthie. Cryptopus brachiatus ingår i släktet Cryptopus, och familjen orkidéer. Inga underarter finns listade i Catalogue of Life.